# Deficiência na Coreia do Norte
Informações confiáveis sobre deficiência na Coreia do Norte, como outras informações sobre as condições sociais no país, são difíceis de encontrar. Desde 2016, a Coreia do Norte é signatária da Convenção Internacional sobre os Direitos das Pessoas com Deficiência, das Nações Unidas.
Sob Kim Il-sung, os veteranos deficientes desfrutaram de um alto status social. Uma fábrica para empregar soldados deficientes foi fundada em 1970. A vida dos outros deficientes sob Kim Il-sung era "triste, senão horrível", de acordo com o estudioso norte-coreano Fyodor Tertitskiy.

## Convenções de direitos de deficientes
Como um estado parte do Pacto Internacional dos Direitos Econômicos, Sociais e Culturais (PIDESC), a Convenção dos Direitos da Criança (CDC) e a Convenção Internacional sobre os Direitos das Pessoas com Deficiência (CRPD), a Coreia do Norte tem obrigações internacionais de se abster de discriminar seu povo com base na deficiência (entre outros). De acordo com o Artigo 2 da CDC, "Os Estados Partes devem respeitar e garantir os direitos estabelecidos na presente Convenção para cada criança dentro de sua jurisdição sem discriminação de qualquer tipo, independentemente da raça da criança ou de seus pais ou tutor legal, cor, sexo, idioma, religião, opinião política ou outra, nacionalidade, origem étnica ou social, propriedade, deficiência, nascimento ou outra condição" (ênfase adicionada).
A Coreia do Norte ratificou a CRPD em dezembro de 2016.
Em maio de 2017, o relator especial das Nações Unidas sobre os direitos das pessoas com deficiência fez uma primeira visita oficial de oito dias à Coreia do Norte. Em entrevista coletiva ao final da visita a relatora, Catalina Devandas Aguilar pediu mais atenção às pessoas com deficiência no país.

## Suposto infanticídio de bebês com defeitos de nascença
Em 2006, a Associated Press relatou da Coreia do Sul que um médico norte-coreano que desertou, Ri Kwang-chol, afirmou que bebês nascidos com defeitos físicos são rapidamente mortos e enterrados.

## Serviços socias
A instituição beneficente Handicap International relata que está operando na Coreia do Norte desde 1999, auxiliando a Federação Coreana para a Proteção de Pessoas com Deficiência, incluindo o apoio a centros ortopédicos que atendem milhares de pessoas com deficiência. O Comitê Internacional da Cruz Vermelha relatou em 2006 que ajudou na criação de um centro de reabilitação para pessoas com deficiência em Pyongyang, e auxiliando no apoio ao programa de reabilitação até 2017. A Campanha Internacional para a Eliminação de Minas relata que a Coreia do Norte "tem um sistema abrangente de assistência a pessoas com deficiência; no entanto, esse sistema é limitado pela situação econômica geral do país."
Ainda assim, o relator especial das Nações Unidas sobre a situação dos direitos humanos na República Popular Democrática da Coreia, Marzuki Darusman, afirmou o seguinte em seu relatório perante o Conselho de Direitos Humanos das Nações Unidas na vigésima segunda sessão:

Já em 2003, a Comissão de Direitos Humanos expressou profunda preocupação com os "maus tratos e discriminação de crianças com deficiência". Desde 2006, a Assembleia Geral tem denunciado de forma consistente "relatórios contínuos de violações dos direitos humanos e liberdades fundamentais de pessoas com deficiência, especialmente sobre o uso de campos coletivos e de medidas coercitivas que visam os direitos de uma pessoa com deficiência para decidir livre e responsavelmente sobre o número e espaçamento de seus filhos." Considerando que, em 2006, o Relator Especial observou, "até o momento, a situação enfrentada pelas pessoas com deficiência são mandadas para longe da capital, e particularmente aquelas com deficiência mental são detidas em áreas ou campos conhecidos como 'Ward 49' com condições severas e subumanas."
A Coreia do Norte adotou uma lei em 2003 para promover a igualdade de acesso de pessoas com deficiência aos serviços públicos e reivindicou em seu segundo relatório sobre o cumprimento do Pacto Internacional sobre Direitos Econômicos, Sociais e Culturais que seus cidadãos deficientes são protegidos. A Coreia do Norte aderiu a este pacto em 14 de setembro de 1981. No entanto, sua lei não foi implementada, e refugiados norte-coreanos no Sul testemunham que os deficientes são severamente discriminados, a menos que sejam soldados feridos que afirmam que seus ferimentos foram causados por ataques estadunidenses ocorridos na Guerra da Coreia.
Em 2008, as Nações Unidas relataram que o governo estava "começando a considerar o bem-estar para os deficientes".

## Separação em "campos"
Os deficientes, com exceção dos veteranos, foram realocados para lugares distantes das cidades desde a regra de Kim Il-sung.
No início dos anos 2000, foi relatado que pessoas com deficiência na Coreia do Norte foram trancadas em campos e "submetidas a condições adversas e subumanas". Vitit Muntarbhorn, relator especial das Nações Unidas para os direitos humanos, relatou em 2006 que norte-coreanos com deficiência foram excluídos da capital do país, Pyongyang, e mantidos em campos onde foram classificados por deficiência. Os desertores relataram a existência de "acampamentos coletivos para anões", que estavam proibidos de ter filhos.

## Esporte
A Coreia do Norte fez sua estreia nos Jogos Paraolímpicos nas Paraolimpíadas de Verão de 2012 em Londres, enviando um único representante curinga (Rim Ju-song, com o braço esquerdo e a perna esquerda amputadas) para competir em natação. A Yahoo! News relatou em 2012 que existe um centro cultural paraolímpico em Pyongyang.
O país enviou dois atletas de atletismo para os Jogos Paraolímpicos de Verão de 2016 no Rio de Janeiro.